# Getulina
Getulina é um município brasileiro do estado de São Paulo. Sua população estimada pelo IBGE em 2024 era de 10.355 habitantes. O município é formado pela sede e pelos distritos de Macucos e Santa América.

## Topônimo
O topônimo Getulina foi uma homenagem prestada pelo engenheiro Aristides Mercês à Getulina, sua companheira de desbravamento das matas da região da Noroeste do Brasil.

## História
Em 1917, no território então pertencente ao município de Lins, compreendido entre o rio feio e o ribeirão Tibiriçá, às margens dos córregos Gavanheri e Lambari, Florindo Beneduci e os engenheiros Aristides Mercês, Pompeu de Souza Queiroz e Luiz Antônio de Souza Queiroz fundaram um povoado, ao qual deram o nome de Getulina, com a finalidade de dar apoio à construção de uma estrada para o vizinho município de Garça.
Em 1920 os engenheiros melhoraram a estrada e ampliaram também a ligação com Lins, construindo-se a primeira casa de tijolos no povoado, de propriedade de Natal Biondo Mengato. Após doação de terreno pela família Carvalho, em 1927 foi inaugurada a capela de São João Batista.
Com o desenvolvimento do povoado e da estrada, aos poucos Getulina foi crescendo e se desenvolvendo, até que se tornou distrito de Lins, pela Lei 2153 de 14/12/1926. O município foi criado pelo Decreto 7028 de 25/03/1935, sendo instalado em 23/05/1935.

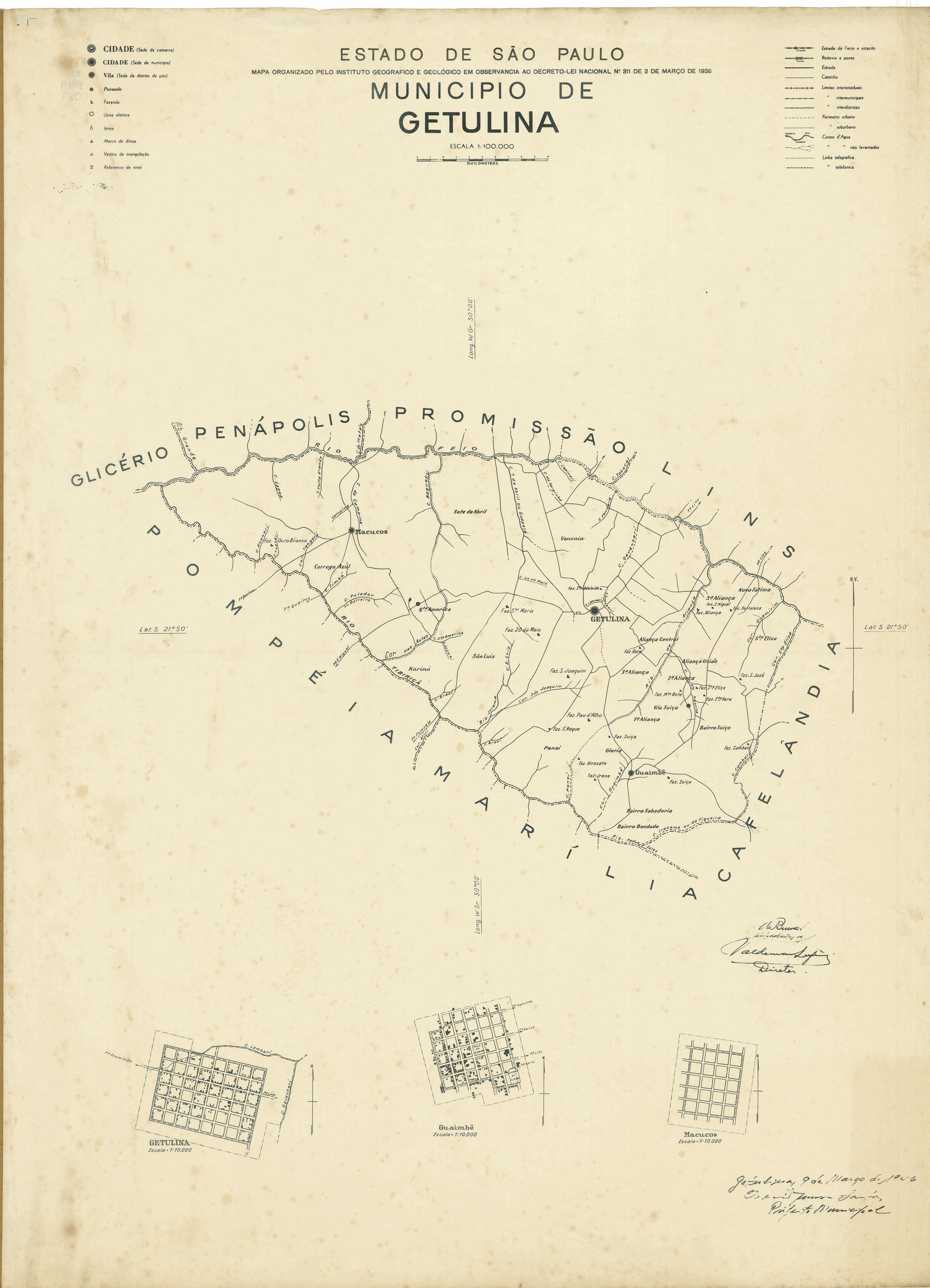
Mapa de Getulina (1944).

## Geografia
Localiza-se a uma latitude 21º47'55" sul e a uma longitude 49º55'43" oeste, estando a uma altitude de 487 metros. Possui uma área de 675,4 km².

## Demografia

### População
| Crescimento populacional                             | Crescimento populacional | Crescimento populacional | Crescimento populacional |
| Ano                                                  | População Total          |                          | %±                       |
| ---------------------------------------------------- | ------------------------ | ------------------------ | ------------------------ |
| 1937                                                 | 20 413                   |                          | —                        |
| 1940                                                 | 22 400                   |                          | 9,7%                     |
| 1946                                                 | 46 586                   |                          | 108,0%                   |
| 1950                                                 | 26 399                   |                          | −43,3%                   |
| 1958                                                 | 17 124                   |                          | −35,1%                   |
| 1960                                                 | 20 731                   |                          | 21,1%                    |
| 1970                                                 | 12 067                   |                          | −41,8%                   |
| 1980                                                 | 11 054                   |                          | −8,4%                    |
| 1991                                                 | 10 121                   |                          | −8,4%                    |
| 2000                                                 | 10 370                   |                          | 2,5%                     |
| 2010                                                 | 10 765                   |                          | 3,8%                     |
| 2022                                                 | 10 232                   |                          | −5,0%                    |
| Est. 2024                                            | 10 355                   | [ 9 ]                    | 1,2%                     |
| Fontes: Censos Demográficos IBGE e Estimativas SEADE |                          |                          |                          |

### Dados demográficos
Dados do Censo - 2000
- População total: 10.370
  - Urbana: 7.534
  - Rural: 2.836
  - Homens: 5.579
  - Mulheres: 4.791
- Densidade demográfica (hab./km²): 15,35
- Mortalidade infantil até 1 ano (por mil): 14,72
- Expectativa de vida (anos): 71,84
- Taxa de fecundidade (filhos por mulher): 2,38
- Taxa de Alfabetização: 87,09%
- Índice de Desenvolvimento Humano (IDH-M): 0,770
  - IDH-M Renda: 0,695
  - IDH-M Longevidade: 0,781
  - IDH-M Educação: 0,835

(Fonte: IPEADATA)

## Infraestrutura

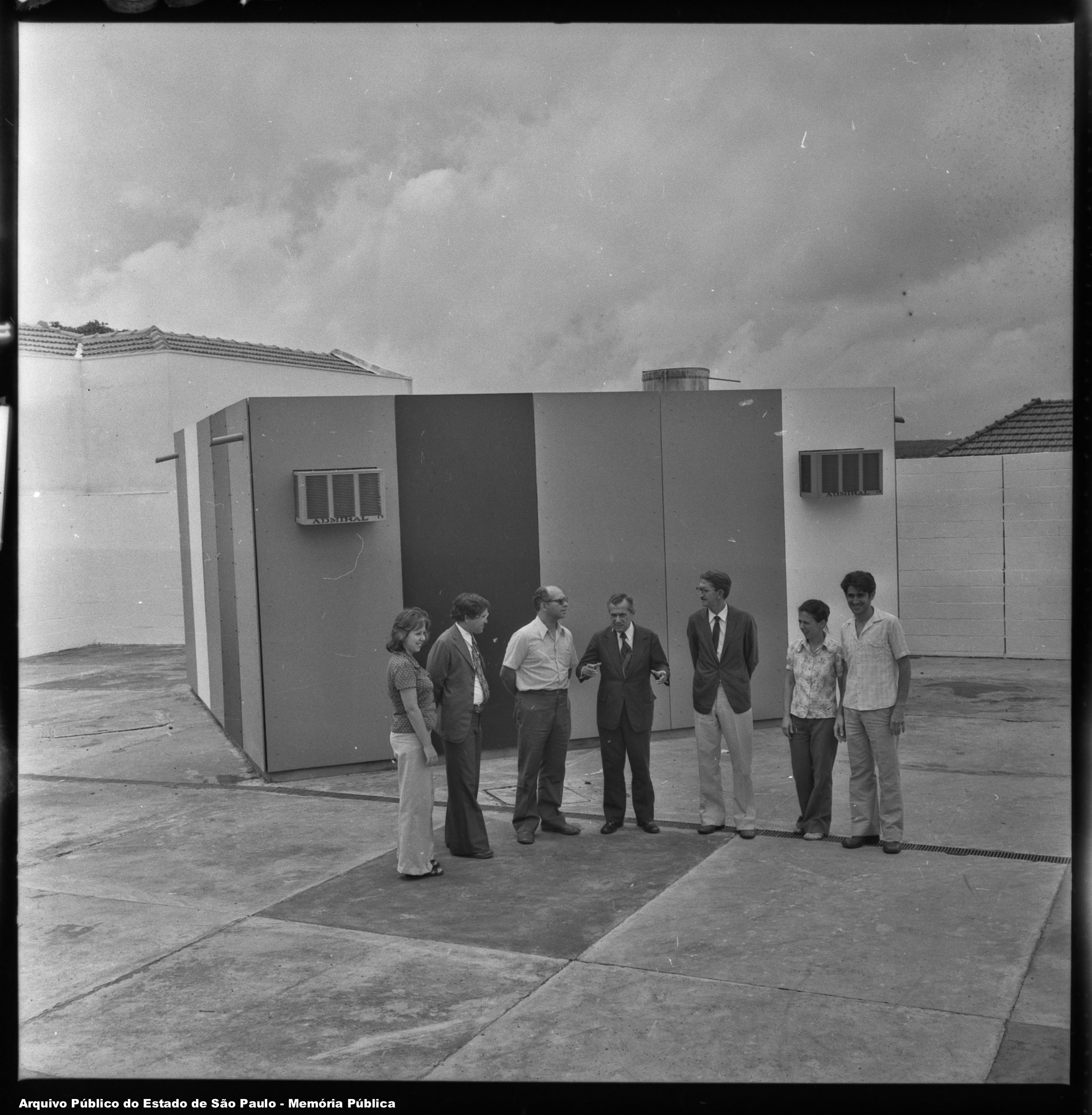
Central telefônica de Getulina (1974).

### Comunicações
O sistema de telefones automáticos foi inaugurado na cidade pela Companhia de Telecomunicações do Estado de São Paulo (COTESP) em 1974. Já o sistema de discagem direta à distância (DDD) foi implantado em 1979 pela Telecomunicações de São Paulo (TELESP), com o código de área (0145).
Na década de 90 o código DDD da cidade foi alterado para (014), para padronização do sistema telefônico com a telefonia celular que estava sendo implantada em todo o estado.

## Religião
O Cristianismo se faz presente na cidade da seguinte forma:

### Igreja Católica
- A igreja faz parte da Diocese de Lins.[17]

### Igrejas Evangélicas
Entre as igrejas protestantes históricas, pentecostais e neopentecostais, encontram-se na cidade:
- Assembleia de Deus Ministério do Belém.[19][20]
- Congregação Cristã no Brasil.[21]